# Eugoides suturalis
Eugoides suturalis là một loài bọ cánh cứng trong họ Cerambycidae.